# Menger-szivacs

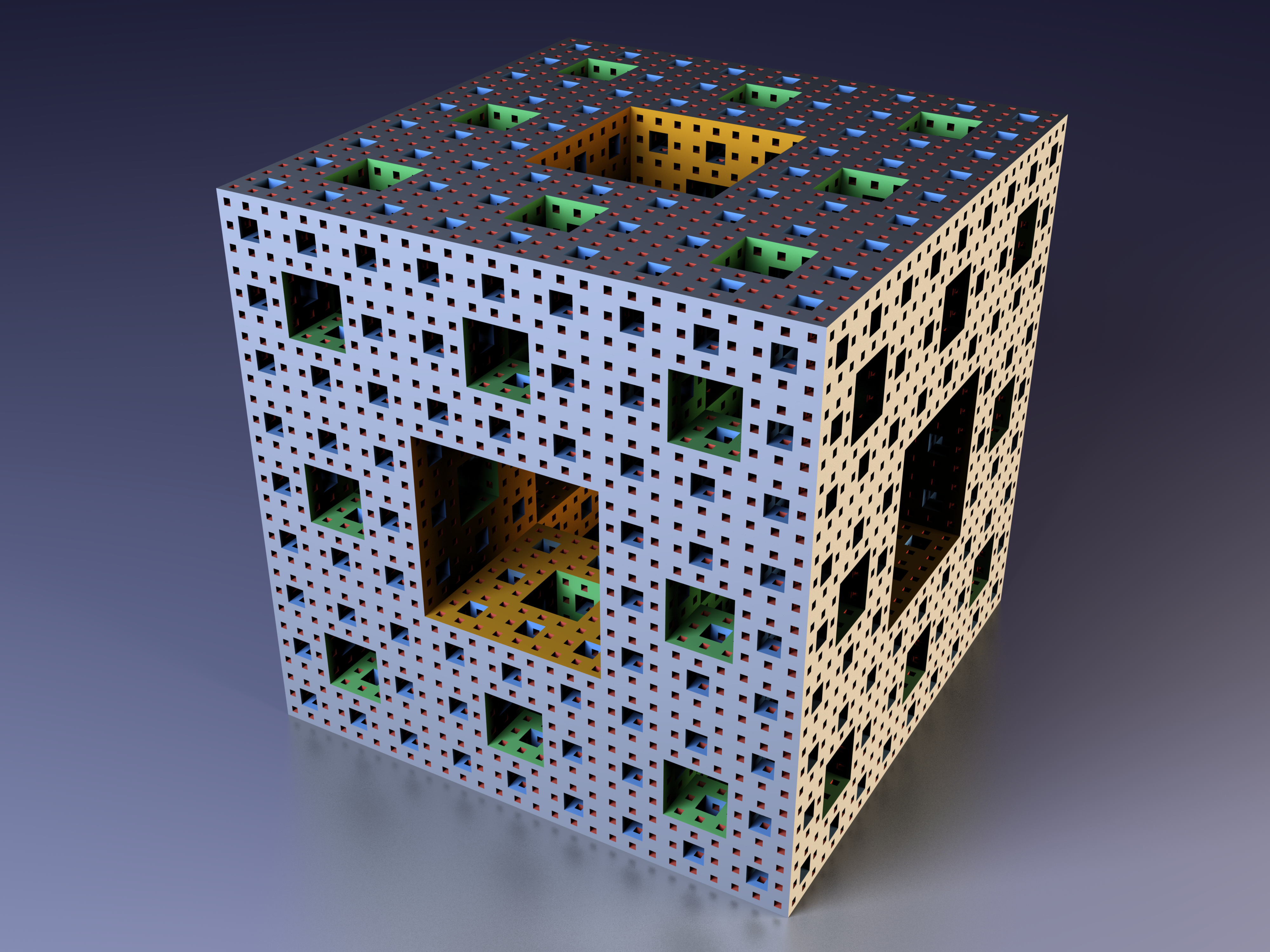
Menger-szivacs négy iteráció után

A Menger-szivacs (néha Sierpiński-szivacs vagy Menger–Sierpiński-szivacs) egy fraktál, amelyet úgy kapunk, hogy egy kockát az élei harmadolásával 27 kisebb kockára osztunk, és elhagyjuk közülük azt a hetet, amelyik nem tartalmazza az eredeti kocka egyetlen élét sem, majd ezt az eljárást rekurzívan ismételjük a megmaradt kockákra. Nevét Karl Menger osztrák matematikusról kapta, aki a topológiai dimenzió tulajdonságainak vizsgálata közben fedezte fel.

## Definíciója
A Menger-szivacs formálisan így definiálható:
{\displaystyle M:=\bigcap _{n\in \mathbb {N} }M_{n}}
ahol M0 az egységkockát jelöli, és:
{\displaystyle M_{n+1}:=\left\{{\begin{matrix}(x,y,z)\in \mathbb {R} ^{3}:&{\begin{matrix}\exists i,j,k\in \{0,1,2\}:(3x-i,3y-j,3z-k)\in M_{n}\\\mathrm {es} i,j,k{\mbox{ közül legfeljebb egy 1}}\end{matrix}}\end{matrix}}\right\}}

## Tulajdonságai
A Menger-szivacs a Cantor-halmaz és a Sierpiński-szőnyeg térbeli megfelelője; a szivacs minden lapja Sierpiński-szőnyeg, és minden (lap- és test-) átlója Cantor-halmaz. A szivacs egy kompakt halmaz, Lebesgue-mértéke 0, topológiai dimenziója 1, Hausdorff-dimenziója {\displaystyle {\frac {\log {20}}{\log {3}}}} (kb. 2,727). Zárt halmazok metszeteként zárt, és mivel befoglalható a kiindulási kockába, ezért véges halmaz. Ezért a Heine–Borel-tétel miatt kompakt. Ezen kívül nem megszámlálható, és önhasonló struktúrája van.

## Konstrukciója

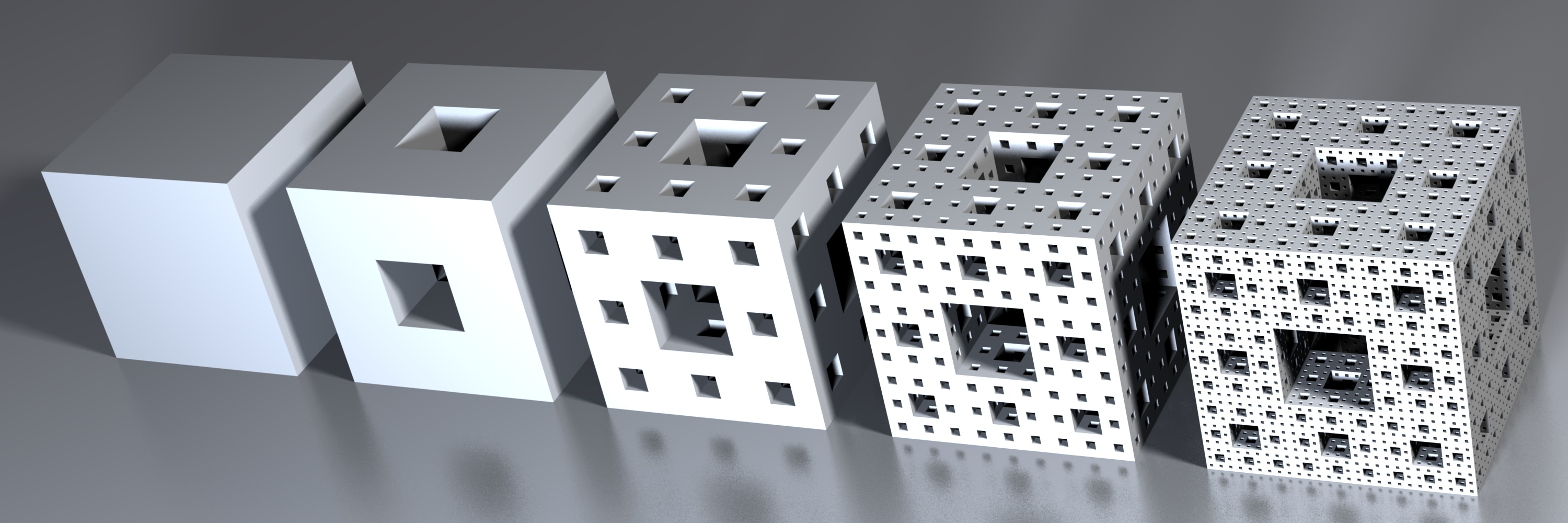
A Menger-szivacs iterációjának első néhány állomása

A Menger-szivacs a Sierpiński-szőnyeghez hasonlóan konstruálható:
1. Vegyünk egy kockát
2. Osszuk fel minden oldalát 9 négyzetre; ezek 27 kis kockára osztják a kockát, Rubik-kocka módjára.
3. Eltávolítjuk minden lap középső kockáját, és a nagy kocka középső kockáját.
4. Megismételjük az első három lépést minden kis kockára.

Ezzel az eljárással a kocka egyre inkább kiürül. Végtelenszer megismételve a Menger-szivacs marad.
Általában, a Menger-szivacs n-edik iterációjában {\displaystyle N_{n}=20^{n}} kis kocka lesz. Másként, a Menger-szivacs felépíthető 20 olyan Menger-szivacsból, amiknek oldalhossza harmada a nagy Menger-szivacsénak. A kilyuggatott kocka oldalhossza az iteráció függvényében {\displaystyle L_{n}=\left({\tfrac {1}{3}}\right)^{n}}. Innen az n-edik iterációban kapott kocka térfogata {\displaystyle V_{n}=L_{n}^{3}N_{n}=\left({\tfrac {20}{27}}\right)^{n}}. A kilyuggatás miatt a térfogat a {\displaystyle V=1-\sum _{k=1}^{\infty }20^{k-1}\cdot 7\cdot \left({\dfrac {1}{3^{k}}}\right)^{3}=0} térfogathoz konvergál, míg a felszín {\displaystyle A_{n}={\tfrac {1}{9}}\cdot \left({\tfrac {20}{9}}\right)^{n-1}\left[40+80\left({\tfrac {2}{5}}\right)^{n}\right]} {\displaystyle n\to \infty }-re a végtelenbe tart. A konvergencia gyors; a 16. lépésben az eredeti kocka térfogatának már csak az 1%-a marad.
Innen kiszámítható a Menger-szivacs Hausdorff-dimenziója:
{\displaystyle D=-\lim _{n\rightarrow \infty }{\frac {\log(N_{n})}{\log(L_{n})}}={\frac {\log(20)}{\log(3)}}=2{,}726833\ldots .}
A Menger-szivacs, mint „test” dimenziója 3-nál kisebb, viszont határoló felszínének dimenziója nagyobb, mint 2. Másként, a Menger-szivacs átmenetnek tekinthető a kétdimenziós felület és a háromdimenziós kocka között.